# Re-ac-tor
Re-ac-tor is het elfde studioalbum van de Canadese singer-songwriter Neil Young. Het werd op 2 november 1981 door Reprise Records uitgegeven. Young nam dit album met de Amerikaanse rockband Crazy Horse op in een studio in Redwood City (Californië). Alle liedjes werden geschreven door Young. Hij verzorgde samen met Tim Mulligan, David Briggs en Jerry Napier tevens de muzikale productie.
Het nummer "Surfer Joe and Moe the Sleaze", uitgebracht als B-kant van de promotiesingle "Opera star", bereikte hij de 56ste plaats in de Amerikaanse hitlijst Hot Mainstream Rock Tracks en met "Southern Pacific" bereikte hij de zeventigste plaats in de Billboard Hot 100. Met het album zelf bereikte Young de 27ste plaats in de Billboard 200 en de 69ste plaats in de UK Albums Chart. Ook in Zweden (32ste plaats), Noorwegen (24ste) en Nieuw-Zeeland (4de) bereikte hij de hitlijsten.

## Tracklist
| Nr. | Titel                         | Duur |
| --- | ----------------------------- | ---- |
| 1.  | Opera star                    | 3:32 |
| 2.  | Surfer Joe and Moe the Sleaze | 4:15 |
| 3.  | T-bone                        | 9:14 |
| 4.  | Get back on it                | 2:16 |

| Nr. | Titel            | Duur |
| --- | ---------------- | ---- |
| 5.  | Southern Pacific | 4:08 |
| 6.  | Motor city       | 3:11 |
| 7.  | Rapid transit    | 4:36 |
| 8.  | Shots            | 7:41 |

## Bezetting
- Neil Young - gitaar, piano, zang
- Frank Sampedro - gitaar, zang
- Billy Talbot - basgitaar, zang
- Ralph Molina - drums, percussie, zang